# Arachnophilia
Arachnophilia – tekstowy edytor HTML autorstwa Paula Lutusa, dostępny na licencji LGPL (wcześniej: careware). Program, napisany w języku Java, wymaga do pracy obecności środowiska Java Runtime Environment w wersji co najmniej 1.5.

## Historia
Pierwotnie napisany tylko na Windowsa, został przepisany na środowisko Java z powodu protestu autora przeciwko komercyjnym działaniom firmy Microsoft.

## Funkcje
- Konwersja na kod HTML dokumentów RTF i tabel
- Wielodokumentowy tryb pracy
- Wbudowany klient FTP
- Wyszukiwanie i zamiana w wielu plikach
- Pełna obsługa przeciągnij-i-upuść
- Możliwość definiowania szablonów, makr, skrótów klawiaturowych, układu pasków narzędzi